# 1995년 시카고 영화 비평가 협회상
제8회 시카고 비평가 협회상은 1996년 3월 12일에 열린 시상식이다.

## 수상 및 후보

### 작품상
- 아폴로 13

### 감독상
- 닉슨 - 올리버 스톤 수상

### 남우주연상
- 라스베가스를 떠나며 - 니콜라스 케이지 수상

### 여우주연상
- 라스베가스를 떠나며 - 엘리자베스 슈 수상

### 남우조연상
- 유주얼 서스펙트 - 케빈 스페이시 수상

### 여우조연상
- 닉슨 - 조안 알렌 수상

### 각본상
- 유주얼 서스펙트 - 크리스토퍼 맥쿼리 수상

### 외국어영화상
- 일 포스티노

### 촬영상
- 세븐 - 다리우스 콘지 수상

### 음악상
- 토이 스토리 - 랜디 뉴먼 수상

### 유망남우상
- 사브리나 - 그렉 키니어 수상

### 유망여우상
- 단짝 친구들 - 미니 드라이버 수상

### 공헌상
- 게리 시나이즈 수상